# Montevallo
Montevallo és una població dels Estats Units a l'estat d'Alabama. Segons el cens del 2000 tenia 4.825 habitants.
La biblioteca musical de la Universitat de Montevallo li fou dedicada pòstumament a Lluís Benejam i Agell, que hi va donar classe, i en ella han quedat dipositats tots els seus manuscrits.

## Demografia
Segons el cens del 2000, Montevallo tenia 4.825 habitants, 1.711 habitatges, i 946 famílies. La densitat de població era de 246,4 habitants/km².
Dels 1.711 habitatges en un 25,6% hi vivien nens de menys de 18 anys, en un 37,4% hi vivien parelles casades, en un 15,1% dones solteres, i en un 44,7% no eren unitats familiars. En el 30,6% dels habitatges hi vivien persones soles el 9,9% de les quals corresponia a persones de 65 anys o més que vivien soles. El nombre mitjà de persones vivint en cada habitatge era de 2,3 i el nombre mitjà de persones que vivien en cada família era de 2,96.
Per edats la població es repartia de la següent manera: un 18,3% tenia menys de 18 anys, un 36% entre 18 i 24, un 21,8% entre 25 i 44, un 14,1% de 45 a 60 i un 9,8% 65 anys o més.
L'edat mediana era de 23 anys. Per cada 100 dones hi havia 78,1 homes. Per cada 100 dones de 18 o més anys hi havia 72,2 homes.
La renda mediana per habitatge era de 30.541 $ i la renda mediana per família de 40.164 $. Els homes tenien una renda mediana de 36.222 $ mentre que les dones 23.705 $. La renda per capita de la població era de 16.468 $. Aproximadament el 14,5% de les famílies i el 24,4% de la població estaven per davall del llindar de pobresa.

## Poblacions properes
El següent diagrama mostra les poblacions més properes.